# Nitrosopumilus maritimus
Nitrosopumilus maritimus — вид архей типу Thaumarchaeota.
Послідовності генів вказують на те, що вид поширений повсюдно в оліготрофних областях поверхні океану і зустрічаються в більшості неберегових зон Світового океану. З діаметром клітини 0,2 мкм N. maritimus є одними з найменших відомих живих організмів. Клітини за формою схожі на арахіс, і трапляються як поодиноко, так і в сипких скупченнях.
N. maritimus отримує енергію за рахунок окислення аміаку NH3 в нітроген NO2. Здатний використовувати аміак за низьких концентрацій до 10 нмоль/л.
Незважаючи на аеробний характер, N. maritimus може рости в темних водах з дуже низьким рівнем кисню, а в лабораторії також у безкисневих умовах — завдяки метаболічним реакціям розщеплення нітритів на азот N2 і кисень O2. Таким чином, це один з рідкісних організмів, здатних виробляти кисень за відсутності світла.